# Alen Petrović
Alen Petrović (* 5. November 1969) ist ein ehemaliger kroatischer Fußballspieler und heutiger Sportdirektor.

## Spielerkarriere
Petrović spielte in seiner Heimat Kroatien bei NK Osijek, bevor er 1994 nach Portugal zu Belenenses Lissabon wechselte. Dort spielte er 27-mal in der Primeira Liga. Nach einem Jahr ging er zurück nach Kroatien zu Croatia Zagreb, wo er bis 1998 spielte. Anschließend unterschrieb er beim VfL Bochum. Bochum spielte in der Bundesliga, in der er sein Debüt am 2. Spieltag gegen den Hamburger SV gab, bei der 1:0-Niederlage stand er 90 Spielminuten auf dem Platz. Allerdings blieb dies sein einziges Punktspiel, in dem er die gesamte Spielzeit absolvierte. In der Saison 1998/99 stieg Bochum in die 2. Bundesliga ab, Petrović wurde in weiteren sechs Spielen ein- oder ausgewechselt. Außerdem war er an zwei Pokalspielen beteiligt. In der 2. Runde gegen den amtierenden Meister Kaiserslautern spielte er voll durch und erzielte das 1:1, Bochum gewann im Elfmeterschießen.
Anschließend wechselte er zurück nach Kroatien und spielte für NK Slaven Belupo Koprivnica, NK Osijek und NK Marsonia Slavonski Brod.

## Karriere als Sportdirektor
Seit Februar 2016 ist er Sportdirektor bei seinem Heimatklub NK Osijek. Dieses Amt hatte er bereits von 2005 bis 2009 inne.